# Pac-Man Bounce
Pac-Man Bounce est un jeu vidéo de puzzle développé par Bandai Namco Games Vancouver et édité par Bandai Namco Games, sorti en 2015 sur iOS et Android.

## Accueil
- Pocket Gamer : 3,5/5[1]
- TouchArcade : 3,5/5[2]